# Koko-en
Koko-en (好古園?, Kōko-en) (chiamato anche Himeji Kōko-en) è un giardino giapponese situato vicino al castello di Himeji nella prefettura di Hyōgo, in Giappone.

## Storia
Fu costruito nel 1992 nel sito della residenza ovest del signore, per commemorare il centenario della fondazione del comune di Himeji. Il giardino è di circa 3,5 ettari e ha nove diversi giardini. Nel 2017, Koko-en ha firmato un accordo col giardino gemello  il Ro Ho En, il Giardino dell'amicizia giapponese, nella sua città gemella, Phoenix, in Arizona.

## Il giardino
Dal padiglione Cho-on-sai è possibile vedere delle cascate che si riversano sul laghetto. Vi sono due case del tè tra cui la Souju-an e vari giardini, tra cui quello dei pini, dei fiori, delle colline e dei laghetti, del bambù, degli alberi d’estate e il giardino Nae-no-niwa di epoca Edo. Presso la residenza del signore si trova un lago con circa 250 carpe.